# Australobolbus obtusus
Australobolbus obtusus är en skalbaggsart som beskrevs av Henry Fuller Howden 1992. Australobolbus obtusus ingår i släktet Australobolbus och familjen Bolboceratidae. Inga underarter finns listade.